# Я убил свою маму
«Я уби́л свою́ ма́му» (фр. J'ai tué ma mère) — драматический дебютный фильм канадского режиссёра Ксавье Долана, исполнившего в нём главную роль. Вышел на экраны Квебека 5 июня 2009 года, на экраны Франции — 15 июля того же года.

## Сюжет
16-летний Убе́р живёт со своей матерью в пригороде Монреаля. В фильме рассказывается о многочисленных конфликтах между сыном и матерью, которые переходят в болезненную фазу. Картина о том, как близкие люди могут быть парадоксально далеки друг от друга.
На этом фоне в жизнь подростка приходят первая любовь, аутинг, наркотики, поиски своего истинного места в жизни и многое другое.

## В ролях
- Анн Дорваль — Шанталь Лемминг
- Ксавье Долан — Убер Минель
- Сюзанн Клеман — Жюли Клутье
- Франсуа Арно — Антонин
- Нильс Шнайдер — Эрик

## Производство
Ксавье Долан написал сценарий для своего фильма, когда ему было 16 лет. В своём интервью газете Le Soleil Долан сообщил, что фильм частично основан на его биографии.
Часть съёмок фильма Долан финансировал самостоятельно, им было вложено около 175 тысяч долларов. Для того, чтобы закончить фильм, ему также пришлось обращаться за финансовой помощью к двум канадским государственным компаниям — Telefilm Canada и SODEC. Сначала он получил отказ от обеих, однако в декабре 2008 года SODEC выделила субсидию. Всего бюджет фильма составил около 800 тысяч долларов.
Некоторые эпизоды в фильме имеют сходство с картиной (также дебютной) Франсуа Трюффо «Четыреста ударов» — постер этого фильма ненадолго появляется в одном из эпизодов фильма.

## Награды

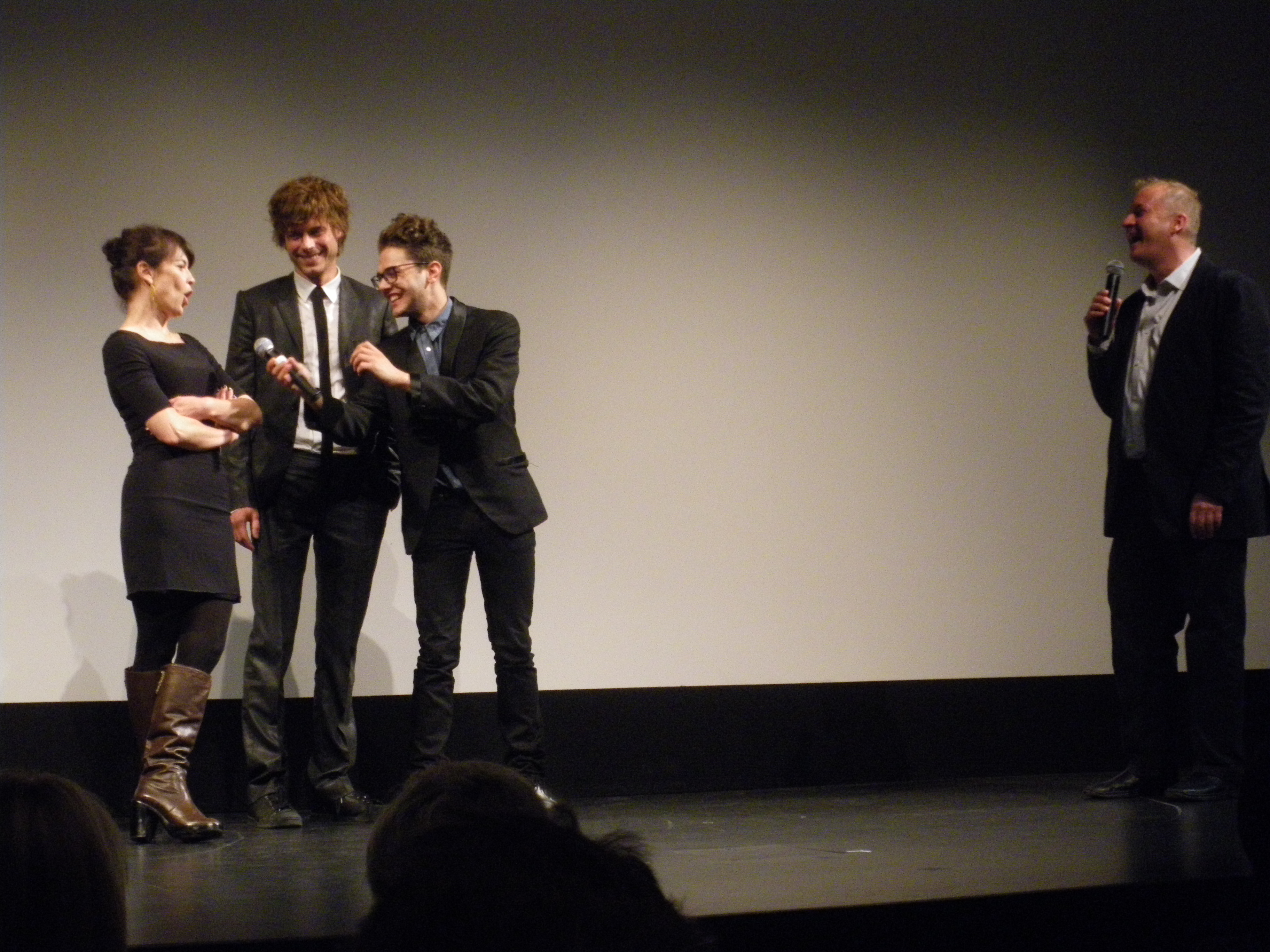
Анн Дорваль, Ксавье Долан и Франсуа Арно на Международном кинофестивале в Торонто в 2009 году

Ксавье Долан выиграл три награды на Каннском кинофестивале в 2009 году:
- «Взгляд молодых» за лучший фильм в программе «Двухнедельник режиссёров»,
- Приз Art Cinema Award Международной Европейской конфедерации артхаусных кинотеатров,
- Приз за лучший франкоязычный фильм общества драматических авторов и композиторов SACD.

Фильм также получил следующие награды:
- Золотой Буревестник, Международный кинофестиваль в Рейкьявике
- Гран-при фестиваля 2MORROW в Москве
- Франсуа Арно, исполнивший роль Антонина, получил в 2010 году в Торонто награду VFCC Award за лучшую роль второго плана.